# Michipicoten
Michipicoten – gmina (ang. township) w Kanadzie, w prowincji Ontario, w dystrykcie Algoma.
Powierzchnia Michipicoten to 417,78 km². Według danych spisu powszechnego z roku 2001 Michipicoten liczy 3668 mieszkańców (8,78 os./km²).
Główne miejscowości w gminie Michipicoten to Wawa, Michipicoten oraz Michipicoten River. Michipicoten jest nazwą oficjalną gminy, jednakże bardziej rozpoznawalną nazwą na określenie tego rejonu jest "Wawa".

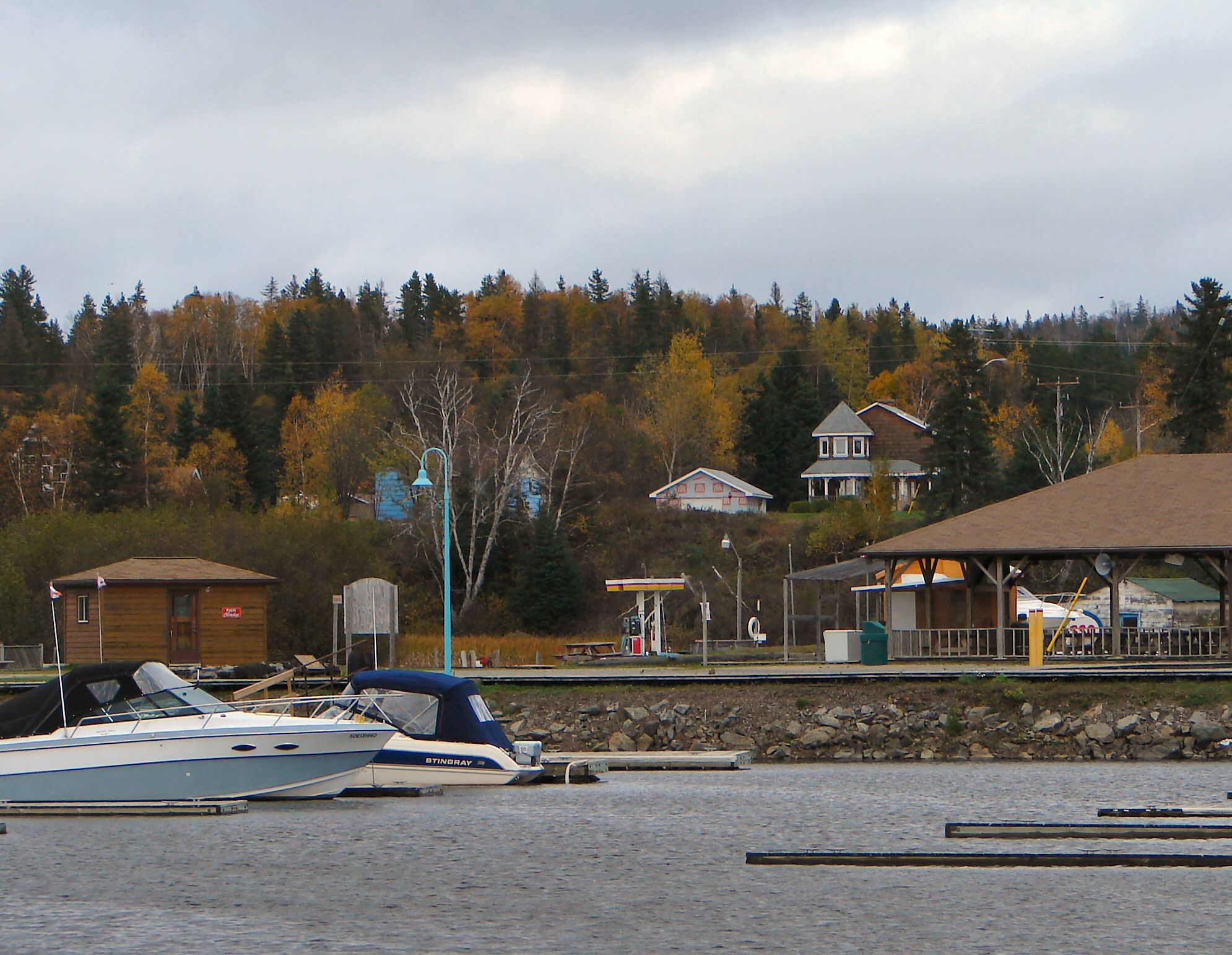
Widok na miejscowość Michipicoten River